# Kūh-e Şoffeh
Kūh-e Şoffeh (persiska: کوه صفّه, Kūh-e Şofeh) är ett berg i Iran.   Det ligger i provinsen Esfahan, i den centrala delen av landet, 300 km söder om huvudstaden Teheran. Toppen på Kūh-e Şoffeh är 2 088 meter över havet.
Terrängen runt Kūh-e Şoffeh är kuperad åt sydväst, men åt nordost är den platt. Runt Kūh-e Şoffeh är det tätbefolkat, med 276 invånare per kvadratkilometer. Närmaste större samhälle är Esfahan, 7,6 km nordost om Kūh-e Şoffeh. Trakten runt Kūh-e Şoffeh är ofruktbar med lite eller ingen växtlighet.